# John Wohale
John Well Wohale kurz einfach Welwel genannt (* 9. Juli 1997 in Port Vila) ist ein vanuatuischer Fußballspieler.

## Karriere

### Verein
Von der VFF Academy kommend, schloss er sich im Sommer 2017 dem Shepherds United FC an. Seit Mitte 2022 ist er für den Ifira Black Bird FC aktiv.

### Nationalmannschaft
Mit der vanuatuischen U20 nahm er an der Weltmeisterschaft 2017 teil und wurde in allen drei Spielen seines Teams eingesetzt.
Für die A-Nationalmannschaft debütierte er am 10. März 2022 bei einer 0:3-Freundschaftsspielniederlage gegen Fidschi, als er zur 61. Minute eingewechselt wurde. Nach zwei weiteren Freundschaftsspielen kam er auch beim Intercontinental Cup 2023 zum Einsatz und erzielte hierbei sein erstes Länderspieltor. Danach folgte die Teilnahme von ihm an den Pazifikspielen 2023, bei denen sein Team Vierter wurde. Auch in den Kader für die Ozeanienmeisterschaft 2024 wurde er berufen und kam in allen Spielen inklusive des Finales, welches gegen Neuseeland verloren wurde, zum Einsatz.